# San Ildefonso, Acambay de Ruíz Castañeda
San Ildefonso, även San Ildefonso Yolotepec, är en ort i Mexiko, tillhörande kommunen Acambay de Ruíz Castañeda i den västra delen av delstaten Mexiko, i den centrala delen av landet. Orten hade 771 invånare vid folkräkningen 2010.